# Некопой
Некопой (рум. Necopoi) — село у повіті Сату-Маре в Румунії. Входить до складу комуни Хомороаде.
Село розташоване на відстані 429 км на північний захід від Бухареста, 18 км на південний схід від Сату-Маре, 108 км на північ від Клуж-Напоки.

## Населення
За даними перепису населення 2002 року у селі проживали 255 осіб, з них 254 особи (99,6%) румунів. Рідною мовою 254 особи (99,6%) назвали румунську.